# Jerzy Waglewski
Jerzy Waglewski (ur. 1929 w Opatowcu, zm. 20 stycznia 2022) – polski reportażysta, dziennikarz radiowy.

## Życiorys
Ukończył studia na Wydziale Filologii Polskiej Uniwersytetu Wrocławskiego, jednak pierwszą pracę dziennikarską rozpoczął jeszcze przed studiami w dzienniku „Życie Radomskie”. W kolejnych latach pracował we wrocławskiej „Gazecie Robotniczej” i „Żołnierzu Wolności”. Wreszcie znalazł pracę w Polskim Radiu, najpierw w programie dla zagranicy, a od 1968 w redakcji reportażu Programu III Polskiego Radia.
Waglewski był wicedyrektorem i zastępcą redaktora naczelnego Agencji Radiowo-Telewizyjnej ARTEL oraz działał w Stowarzyszeniu Dziennikarzy Polskich.

## Życie prywatne
Ojciec Wojciecha Waglewskiego, dziadek Bartosza Waglewskiego „Fisza” i Piotra Waglewskiego „Emade”.

## Twórczość
W 1972 roku we współpracy z Tadeuszem Sumińskim wydał opracowanie W Beskidzie Żywieckim i na Orawie.
W kolejnych latach był autorem reportaży radiowych opowiadających o losach Polaków, członków ruchu oporu w kraju i za granicą podczas II wojny światowej. Wybór z tych reportaży ukazał się w książce Poprawki do życiorysu.
Pod patronatem SDP zebrał również wspomnienia kolegów dziennikarzy, które w 2003 roku wydane zostały w zbiorze Z historii PRL. Dziennikarze. Trzy lata później ukazały się Wspomnienia niekontrolowane. Z historii PRL. Dziennikarze, część II.
Dziennikarskie doświadczenie Jerzy Waglewski wykorzystuje prowadząc dokumentację osiągnięć artystycznych swojego syna i wnuków.